# 2003–2004-es UEFA-bajnokok ligája (selejtezők)
A 2003–2004-es UEFA-bajnokok ligája selejtezőit három fordulóban bonyolították le 2003. július 16. és augusztus 27. között. A selejtezőben 56 csapat vett részt.

## 1. selejtezőkör
Az 1. selejtezőkör párosításainak győztesei a 2. selejtezőkörbe jutottak, a vesztesek kiestek.

### Párosítások
| 1. csapat        | Össz.Tooltip Aggregate score | 2. csapat        | 1. mérk. | 2. mérk.   |
| ---------------- | ---------------------------- | ---------------- | -------- | ---------- |
| Pjunik           | 2–1                          | KR Reykjavík     | 1–0      | 1–1        |
| Sheriff Tiraspol | 2–1                          | Flora            | 1–0      | 1–1        |
| HB Tórshavn      | 1–5                          | FBK Kaunas       | 0–1      | 1–4        |
| BATE Bariszav    | 1–3                          | Bohemians        | 1–0      | 0–3        |
| Vardar           | 4–2                          | Barry Town FC    | 3–0      | 1–2        |
| Grevenmacher     | 0–2                          | Leotar           | 0–0      | 0–2        |
| Glentoran        | 0–1                          | HJK              | 0–0      | 0–1        |
| Sliema Wanderers | 3–3 (i.g.)                   | Skonto           | 2–0      | 1–3        |
| Omónia           | 2–1                          | Jertisz Pavlodar | 0–0      | 2–1        |
| Dinamo Tbiliszi  | 3–3 (t. 2–4)                 | KF Tirana        | 3–0      | 0–3 (h.u.) |

### 1. mérkőzések
Az időpontok közép-európai nyári idő szerint értendők.
| 2003. július 16. 17:00 |

| BATE Bariszav | 1–0               | Bohemians |
| ------------- | ----------------- | --------- |
| Loshankov 25' | (1–0) Jegyzőkönyv |           |

| Haradski Stadium, Borisov Játékvezető: Jaroslav Jára (cseh) |

| 2003. július 16. 17:00 |

| Dinamo Tbiliszi                                       | 3–0               | KF Tirana |
| ----------------------------------------------------- | ----------------- | --------- |
| Melkadze 6' Anchabadze 45+1' Daraselia 50' (11-esből) | (2–0) Jegyzőkönyv |           |

| Boris Paichadze National Stadium, Tbilisi Játékvezető: David Malcolm (északír) |

| 2003. július 16. 17:15 |

| Pjunik        | 1–0               | KR Reykjavík |
| ------------- | ----------------- | ------------ |
| Pachajyan 61' | (0–0) Jegyzőkönyv |              |

| Republican Stadium, Jereván Játékvezető: Johny Ver Eecke (belga) |

| 2003. július 16. 17:30 |

| Sliema Wanderers                     | 2–0               | Skonto |
| ------------------------------------ | ----------------- | ------ |
| Bogdanović 62' Dončić 68' (11-esből) | (0–0) Jegyzőkönyv |        |

| Hibernians Ground, Paola Játékvezető: Dejan Stanišić |

| 2003. július 16. 19:00 |

| Sheriff Tiraspol | 1–0               | Flora |
| ---------------- | ----------------- | ----- |
| Tudor 88'        | (0–0) Jegyzőkönyv |       |

| Sheriff Stadium, Tiraspol Játékvezető: Imankhan Sultani (azeri) |

| 2003. július 16. 19:00 |

| Omónia | 0–0         | Jertisz Pavlodar |
| ------ | ----------- | ---------------- |
|        | Jegyzőkönyv |                  |

| GSP Stadium, Nicosia Játékvezető: Siniša Zrnić (bosznia-hercegovinai) |

| 2003. július 16. 20:00 |

| HB Tórshavn | 0–1               | FBK Kaunas |
| ----------- | ----------------- | ---------- |
|             | (0–0) Jegyzőkönyv | Opic 75'   |

| Tórsvøllur, Tórshavn Játékvezető: Igor Ishchenko (ukrán) |

| 2003. július 16. 20:00 |

| Vardar                        | 3–0               | Barry Town FC |
| ----------------------------- | ----------------- | ------------- |
| Wandeir 38' 70' Ristovski 49' | (1–0) Jegyzőkönyv |               |

| Philip II Arena, Szkopje Játékvezető: Asaf Kenan (izraeli) |

| 2003. július 16. 20:00 |

| Grevenmacher | 0–0         | Leotar |
| ------------ | ----------- | ------ |
|              | Jegyzőkönyv |        |

| Stade Josy Barthel, Luxembourg Játékvezető: Megyebíró János (magyar) |

| 2003. július 16. 20:30 |

| Glentoran | 0–0         | HJK |
| --------- | ----------- | --- |
|           | Jegyzőkönyv |     |

| The Oval, Belfast Játékvezető: Darius Miezelis (litván) |

### 2. mérkőzések
| 2003. július 23. 15:00 |

| Jertisz Pavlodar | 1–2               | Omónia                       |
| ---------------- | ----------------- | ---------------------------- |
| Agayev 21'       | (1–0) Jegyzőkönyv | Rauffmann 61' Georgiou 90+5' |

| Central Stadium, Pavlodar Játékvezető: Petteri Kari (finn) |

| 2003. július 23. 17:00 |

| Leotar         | 2–0               | Grevenmacher |
| -------------- | ----------------- | ------------ |
| Kerkez 23' 83' | (1–0) Jegyzőkönyv |              |

| Stadion Police, Trebinje Játékvezető: Anton Helesteanu (román) |

| 2003. július 23. 17:30 |

| FBK Kaunas                              | 4–1               | HB Tórshavn |
| --------------------------------------- | ----------------- | ----------- |
| Beniušis 5' 77' Kančelskis 36' Opic 40' | (3–1) Jegyzőkönyv | Jacobsen 9' |

| Darius and Girėnas Stadium, Kaunas Játékvezető: Alojzije Šupraha (horvát) |

| 2003. július 23. 17:30 |

| Skonto                                  | 3–1               | Sliema Wanderers |
| --------------------------------------- | ----------------- | ---------------- |
| Buitkus 14' Verpakovskis 64' Dedura 70' | (1–0) Jegyzőkönyv | Brincat 90+2'    |

| Skonto stadion, Riga Játékvezető: Mustafa Çulcu (török) |

| 2003. július 23. 18:00 |

| Flora       | 1–1               | Sheriff Tiraspol |
| ----------- | ----------------- | ---------------- |
| Viikmäe 88' | (0–0) Jegyzőkönyv | Nesteruk 80'     |

| Lilleküla Stadium, Tallinn Játékvezető: Mike Dean (angol) |

| 2003. július 23. 18:00 |

| HJK        | 1–0               | Glentoran |
| ---------- | ----------------- | --------- |
| Mäkelä 72' | (0–0) Jegyzőkönyv |           |

| ISS Stadion, Vantaa Játékvezető: Mirosław Ryszka (lengyel) |

| 2003. július 23. 18:00 |

| KF Tirana                       | 3–0 (h. u.)                 | Dinamo Tbiliszi                                    |
| ------------------------------- | --------------------------- | -------------------------------------------------- |
| Lici 11' Fortuzi 64' Halili 77' | (1–0, 3–0, 3–0) Jegyzőkönyv |                                                    |
| Büntetőpárbaj                   |                             |                                                    |
| Patushi Lici Dede Halili        | 4–2                         | Gogoberishvili Samkharadze Khizaneishvili Akhalaia |

| Qemal Stafa Stadium, Tirana Játékvezető: Alan Kelly (ír) |

| 2003. július 23. 20:45 |

| Bohemians                      | 3–0               | BATE Bariszav |
| ------------------------------ | ----------------- | ------------- |
| Caffrey 38' Ryan 45' Crowe 58' | (2–0) Jegyzőkönyv |               |

| Dalymount Park, Dublin Játékvezető: Ivan Dobrinov (bolgár) |

| 2003. július 23. 21:00 |

| Barry Town FC         | 2–1               | Vardar      |
| --------------------- | ----------------- | ----------- |
| Jarman 1' Moralee 63' | (1–0) Jegyzőkönyv | Rogério 60' |

| Jenner Park, Barry Játékvezető: Sergey Kapanin (kazak) |

| 2003. július 23. 22:00 |

| KR Reykjavík             | 1–1               | Pjunik            |
| ------------------------ | ----------------- | ----------------- |
| Davíðsson 82' (11-esből) | (0–0) Jegyzőkönyv | Ag. Mkrtchyan 73' |

| Laugardalsvöllur, Reykjavík Játékvezető: Andrejs Sipailo (lett) |

## 2. selejtezőkör
A 2. selejtezőkör párosításainak győztesei a 3. selejtezőkörbe jutottak, a vesztesek kiestek.

### Párosítások
| 1. csapat        | Össz.Tooltip Aggregate score | 2. csapat        | 1. mérk. | 2. mérk. |
| ---------------- | ---------------------------- | ---------------- | -------- | -------- |
| MTK Hungária     | 3–2                          | HJK              | 3–1      | 0–1      |
| Pjunik           | 0–3                          | CSZKA Szofija    | 0–2      | 0–1      |
| FBK Kaunas       | 0–5                          | Celtic           | 0–4      | 0–1      |
| Leotar           | 1–4                          | Slavia Praha     | 1–2      | 0–2      |
| Sheriff Tiraspol | 0–2                          | Sahtar Doneck    | 0–0      | 0–2      |
| MŠK Žilina       | 2–1                          | Makkabi Tel-Aviv | 1–0      | 1–1      |
| Bohemians        | 0–5                          | Rosenborg        | 0–1      | 0–4      |
| NK Maribor       | 2–3                          | Dinamo Zagreb    | 1–1      | 1–2      |
| CSZKA Moszkva    | 2–3                          | Vardar           | 1–2      | 1–1      |
| Rapid București  | 2–3                          | Anderlecht       | 0–0      | 2–3      |
| Partizan         | 3–3 (i.g.)                   | Djurgården       | 1–1      | 2–2      |
| Wisła Kraków     | 7–4                          | Omónia           | 5–2      | 2–2      |
| FC København     | 10–1                         | Sliema Wanderers | 4–1      | 6–0      |
| KF Tirana        | 2–7                          | Grazer AK        | 1–5      | 1–2      |

### 1. mérkőzések
| 2003. július 30. 18:00 |

| Pjunik | 0–2               | CSZKA Szofija          |
| ------ | ----------------- | ---------------------- |
|        | (0–1) Jegyzőkönyv | Yanchev 20' Mukasi 48' |

| Republican Stadium, Jereván Játékvezető: Martin Ingvarsson (svéd) |

| 2003. július 30. 18:00 |

| Leotar                   | 1–2               | Slavia Praha            |
| ------------------------ | ----------------- | ----------------------- |
| Delibašić 43' (11-esből) | (1–1) Jegyzőkönyv | Adauto 16' Dostálek 49' |

| Stadion Police, Trebinje Játékvezető: Serhiy Shebek (ukrán) |

| 2003. július 30. 18:00 |

| CSZKA Moszkva | 1–2               | Vardar                      |
| ------------- | ----------------- | --------------------------- |
| Samodin 89'   | (0–0) Jegyzőkönyv | Grozdanoski 54' Wandeir 64' |

| Dynamo Stadium, Moszkva Játékvezető: Stefano Farina (olasz) |

| 2003. július 30. 18:00 |

| KF Tirana | 1–5               | Grazer AK                                               |
| --------- | ----------------- | ------------------------------------------------------- |
| Xhafa 5'  | (1–3) Jegyzőkönyv | Bazina 14' Aufhauser 32' Naumoski 41' 82' Standfest 56' |

| Qemal Stafa Stadium, Tirana Játékvezető: Georgios Douros (görög) |

| 2003. július 30. 19:00 |

| Sheriff Tiraspol | 0–0         | Sahtar Doneck |
| ---------------- | ----------- | ------------- |
|                  | Jegyzőkönyv |               |

| Sheriff Stadium, Tiraspol Játékvezető: Karel Vidlak (cseh) |

| 2003. július 30. 19:00 |

| Wisła Kraków                                                  | 5–2               | Omónia                                  |
| ------------------------------------------------------------- | ----------------- | --------------------------------------- |
| Żurawski 12' 49' Frankowski 19' Baszczyński 45+1' Dubicki 70' | (3–0) Jegyzőkönyv | Rauffmann 76' (11-esből) 86' (11-esből) |

| Stadion Miejski, Krakkó Játékvezető: Ceri Richards (walesi) |

| 2003. július 30. 20:00 |

| MTK Hungária                | 3–1               | HJK         |
| --------------------------- | ----------------- | ----------- |
| Welton 37' 42' Rednic 90+3' | (2–0) Jegyzőkönyv | Kottila 53' |

| Hidegkuti Nándor Stadion, Budapest Játékvezető: Darko Čeferin (szlovén) |

| 2003. július 30. 20:00 |

| FBK Kaunas | 0–4               | Celtic                                        |
| ---------- | ----------------- | --------------------------------------------- |
|            | (0–2) Jegyzőkönyv | Larsson 12' Sutton 28' Maloney 54' Miller 86' |

| Darius and Girėnas Stadium, Kaunas Játékvezető: Paulo Paraty (portugál) |

| 2003. július 30. 20:00 |

| Rapid București | 0–0         | Anderlecht |
| --------------- | ----------- | ---------- |
|                 | Jegyzőkönyv |            |

| Stadionul Național, Bukarest Játékvezető: Anton Stredák (szlovák) |

| 2003. július 30. 20:00 |

| Partizan | 1–1               | Djurgården    |
| -------- | ----------------- | ------------- |
| Ilić 59' | (0–0) Jegyzőkönyv | Makondele 72' |

| Partizan Stadion, Belgrád Játékvezető: Hanacsek Attila (magyar) |

| 2003. július 30. 20:00 |

| FC København                                 | 4–1               | Sliema Wanderers |
| -------------------------------------------- | ----------------- | ---------------- |
| Zuma 24' Røll 28' (11-esből) 65' Jónsson 45' | (3–0) Jegyzőkönyv | Dončić 50'       |

| Parken Stadion, Koppenhága Játékvezető: Alexandru Tudor (román) |

| 2003. július 30. 20:15 |

| MŠK Žilina | 1–0               | Makkabi Tel-Aviv |
| ---------- | ----------------- | ---------------- |
| Bažík 86'  | (0–0) Jegyzőkönyv |                  |

| Štadión pod Dubňom, Zsolna Játékvezető: Tonny Kolbech Poulsen (dán) |

| 2003. július 30. 20:15 |

| NK Maribor | 1–1               | Dinamo Zagreb |
| ---------- | ----------------- | ------------- |
| Pekič 36'  | (1–1) Jegyzőkönyv | Kranjčar 33'  |

| Ljudski vrt, Maribor Játékvezető: Eric Blareau (belga) |

| 2003. július 30. 20:45 |

| Bohemians | 0–1                      | Rosenborg   |
| --------- | ------------------------ | ----------- |
|           | (0–1) Repor Jegyzőkönyv] | Karadas 35' |

| Dalymount Park, Dublin Játékvezető: Bernhard Brugger (osztrák) |

### 2. mérkőzések
| 2003. augusztus 6. 16:30 |

| Makkabi Tel-Aviv | 1–1               | MŠK Žilina  |
| ---------------- | ----------------- | ----------- |
| Pantsil 25'      | (1–1) Jegyzőkönyv | Sninský 16' |

| Szusza Ferenc Stadion, Budapest Játékvezető: Hermann Albrecht (német) |

| 2003. augusztus 6. 18:00 |

| HJK        | 1–0               | MTK Hungária |
| ---------- | ----------------- | ------------ |
| Mäkelä 63' | (0–0) Jegyzőkönyv |              |

| ISS Stadion, Vantaa Játékvezető: Dejan Delević |

| 2003. augusztus 6. 18:00 |

| Sahtar Doneck         | 2–0               | Sheriff Tiraspol |
| --------------------- | ----------------- | ---------------- |
| Vukić 60' Brandão 89' | (0–0) Jegyzőkönyv |                  |

| Shakhtar Stadium, Doneck Játékvezető: Bertrand Layec (francia) |

| 2003. augusztus 6. 18:00 |

| Vardar      | 1–1               | CSZKA Moszkva |
| ----------- | ----------------- | ------------- |
| Wandeir 64' | (0–1) Jegyzőkönyv | Gogniyev 30'  |

| Philip II Arena, Szkopje Játékvezető: Victor José Esquinas Torres (spanyol) |

| 2003. augusztus 6. 19:00 |

| Slavia Praha        | 2–0               | Leotar |
| ------------------- | ----------------- | ------ |
| Kuka 42' Skácel 73' | (1–0) Jegyzőkönyv |        |

| Stadion Evžena Rošického, Prága Játékvezető: Mikko Vuorela (finn) |

| 2003. augusztus 6. 19:00 |

| Omónia                         | 2–2               | Wisła Kraków    |
| ------------------------------ | ----------------- | --------------- |
| Rauffmann 16' Charalambous 51' | (1–1) Jegyzőkönyv | Żurawski 6' 72' |

| GSZP Stadion, Nicosia Játékvezető: Philippe Leuba (svájci) |

| 2003. augusztus 6. 19:30 |

| CSZKA Szofija  | 1–0               | Pjunik |
| -------------- | ----------------- | ------ |
| Léo Lima 90+1' | (0–0) Jegyzőkönyv |        |

| Balgarska Armia Stadium, Szófia Játékvezető: Dougie McDonald (skót) |

| 2003. augusztus 6. 20:30 |

| Anderlecht                            | 3–2               | Rapid București     |
| ------------------------------------- | ----------------- | ------------------- |
| Jestrović 50' Zetterberg 52' Seol 75' | (0–2) Jegyzőkönyv | Ilyés 42' Bratu 45' |

| Constant Vanden Stock Stadium, Brüsszel Játékvezető: Emil Bozinovski (macedón) |

| 2003. augusztus 6. 20:30 |

| Grazer AK             | 2–1               | KF Tirana    |
| --------------------- | ----------------- | ------------ |
| Sick 16' Kollmann 75' | (1–0) Jegyzőkönyv | Agolli 90+2' |

| Stadion Graz-Liebenau, Graz Játékvezető: Kristinn Jakobsson (izlandi) |

| 2003. augusztus 6. 20:45 |

| Celtic              | 1–0               | FBK Kaunas |
| ------------------- | ----------------- | ---------- |
| Gvildys 21' (öngól) | (1–0) Jegyzőkönyv |            |

| Celtic Park, Glasgow Játékvezető: Jacek Granat (lengyel) |

| 2003. augusztus 6. 20:45 |

| Rosenborg                                        | 4–0               | Bohemians |
| ------------------------------------------------ | ----------------- | --------- |
| Karadas 43' Brattbakk 51' Strand 68' Johnsen 76' | (1–0) Jegyzőkönyv |           |

| Lerkendal Stadion, Trondheim Játékvezető: Ruud Bossen (holland) |

| 2003. augusztus 6. 20:45 |

| Dinamo Zagreb           | 2–1               | NK Maribor  |
| ----------------------- | ----------------- | ----------- |
| Mijatović 59' Drpić 63' | (0–1) Jegyzőkönyv | Balajić 10' |

| Maksimir Stadion, Zágráb Játékvezető: Costas Kapitanis (ciprusi) |

| 2003. augusztus 6. 20:45 |

| Djurgården               | 2–2               | Partizan                        |
| ------------------------ | ----------------- | ------------------------------- |
| Johansson 10' Wowoah 77' | (1–0) Jegyzőkönyv | Ilić 61' Malbaša 66' (11-esből) |

| Råsunda Stadion, Solna Játékvezető: Yuri Baskakov (orosz) |

| 2003. augusztus 6. 20:45 |

| Sliema Wanderers | 0–6               | FC København                                                          |
| ---------------- | ----------------- | --------------------------------------------------------------------- |
|                  | (0–3) Jegyzőkönyv | Jónsson 17' 41' Nørregaard 36' Chetcuti 46' (öngól) Zuma 49' Røll 68' |

| Nemzeti Stadion, Ta’ Qali Játékvezető: Andy D'Urso (angol) |

## 3. selejtezőkör
A 3. selejtezőkör párosításainak győztesei a csoportkörbe jutottak, a vesztesek az UEFA-kupa első fordulójába kerültek.

### Párosítások
| 1. csapat      | Össz.Tooltip Aggregate score | 2. csapat              | 1. mérk. | 2. mérk.   |
| -------------- | ---------------------------- | ---------------------- | -------- | ---------- |
| Vardar         | 4–5                          | Sparta Praha           | 2–3      | 2–2        |
| MTK Hungária   | 0–5                          | Celtic                 | 0–4      | 0–1        |
| Rangers        | 3–2                          | FC København           | 1–1      | 2–1        |
| Austria Wien   | 0–1                          | Olympique de Marseille | 0–2      | 0–0        |
| Club Brugge    | 3–3 (t. 4–2)                 | Borussia Dortmund      | 2–1      | 1–2 (h.u.) |
| Sahtar Doneck  | 2–3                          | Lokomotyiv Moszkva     | 1–0      | 1–3        |
| Lazio          | 4–1                          | Benfica                | 3–1      | 1–0        |
| Dinamo Kijiv   | 5–1                          | Dinamo Zagreb          | 3–1      | 2–0        |
| Rosenborg      | 0–1                          | Deportivo La Coruña    | 0–0      | 0–1        |
| Grasshopper    | 2–3                          | AÉK                    | 1–0      | 1–3        |
| MŠK Žilina     | 0–5                          | Chelsea                | 0–2      | 0–3        |
| Celta Vigo     | 3–2                          | Slavia Praha           | 3–0      | 0–2        |
| Partizan       | 1–1 (t. 4–3)                 | Newcastle United       | 0–1      | 1–0 (h.u.) |
| Galatasaray SK | 6–0                          | CSZKA Szofija          | 3–0      | 3–0        |
| Anderlecht     | 4–1                          | Wisła Kraków           | 3–1      | 1–0        |
| Grazer AK      | 2–3                          | AFC Ajax               | 1–1      | 1–2 (h.u.) |

### 1. mérkőzések
| 2003. augusztus 12. 19:00 |

| Dinamo Kijiv                    | 3–1               | Dinamo Zagreb |
| ------------------------------- | ----------------- | ------------- |
| Fedorov 32' Leko 39' Husyev 82' | (2–1) Jegyzőkönyv | Kranjčar 42'  |

| Valerij Lobanovszkij Stadion, Kijev Játékvezető: Stuart Dougal (skót) |

| 2003. augusztus 12. 20:30 |

| Grazer AK    | 1–1               | Ajax         |
| ------------ | ----------------- | ------------ |
| Pogatetz 56' | (0–0) Jegyzőkönyv | Sneijder 76' |

| Stadion Graz-Liebenau, Graz Játékvezető: Massimo De Santis (olasz) |

| 2003. augusztus 12. 21:30 |

| Celta Vigo                      | 3–0               | Slavia Praha |
| ------------------------------- | ----------------- | ------------ |
| Mostovoi 17' Jesuli 49' Edu 55' | (1–0) Jegyzőkönyv |              |

| Balaídos, Vigo Játékvezető: Gilles Veissière (francia) |

| 2003. augusztus 13. 18:00 |

| Sahtar Doneck        | 1–0               | Lokomotyiv Moszkva |
| -------------------- | ----------------- | ------------------ |
| Vukić 56' (11-esből) | (0–0) Jegyzőkönyv |                    |

| Shakhtar Stadium, Doneck Játékvezető: Massimo Busacca (svájci) |

| 2003. augusztus 13. 20:00 |

| Vardar                      | 2–3               | Sparta Praha                   |
| --------------------------- | ----------------- | ------------------------------ |
| Rogério 61' Georgievski 74' | (0–2) Jegyzőkönyv | Poborský 37' 89' Gluščević 41' |

| Philip II Arena, Szkopje Játékvezető: Terje Hauge (norvég) |

| 2003. augusztus 13. 20:00 |

| Galatasaray SK                       | 3–0               | CSZKA Szofija |
| ------------------------------------ | ----------------- | ------------- |
| Hasan Şaş 3' Hakan Şükür 6' Arif 37' | (3–0) Jegyzőkönyv |               |

| Atatürk Olimpiai Stadion, Isztambul Játékvezető: Markus Merk (német) |

| 2003. augusztus 13. 20:15 |

| MTK Hungária | 0–4               | Celtic                                         |
| ------------ | ----------------- | ---------------------------------------------- |
|              | (0–2) Jegyzőkönyv | Larsson 17' Agathe 36' Petrov 70' Sutton 90+1' |

| Puskás Ferenc Stadion, Budapest Játékvezető: Kim Milton Nielsen (dán) |

| 2003. augusztus 13. 20:15 |

| MŠK Žilina | 0–2               | Chelsea                           |
| ---------- | ----------------- | --------------------------------- |
|            | (0–1) Jegyzőkönyv | Guðjohnsen 42' Drahno 76' (öngól) |

| Štadión pod Dubňom, Zsolna Játékvezető: René Temmink (holland) |

| 2003. augusztus 13. 20:30 |

| Austria Wien | 0–1               | Olympique de Marseille |
| ------------ | ----------------- | ---------------------- |
|              | (0–1) Jegyzőkönyv | Dmitrij Szicsov 4'     |

| Ernst Happel Stadion, Bécs Játékvezető: Luis Medina Cantalejo (spanyol) |

| 2003. augusztus 13. 20:30 |

| Club Brugge          | 2–1               | Borussia Dortmund |
| -------------------- | ----------------- | ----------------- |
| Čeh 33' Verheyen 44' | (2–0) Jegyzőkönyv | Amoroso 53'       |

| Jan Breydel Stadium, Brugge Játékvezető: Pierluigi Collina (olasz) |

| 2003. augusztus 13. 20:30 |

| Grasshopper | 1–0               | AÉK |
| ----------- | ----------------- | --- |
| Nuñez 83'   | (0–0) Jegyzőkönyv |     |

| Hardturm, Zürich Játékvezető: Éric Poulat (francia) |

| 2003. augusztus 13. 20:30 |

| Partizan | 0–1               | Newcastle United |
| -------- | ----------------- | ---------------- |
|          | (0–1) Jegyzőkönyv | Solano 39'       |

| Partizan Stadion, Belgrád Játékvezető: Vladimír Hriňák (szlovák) |

| 2003. augusztus 13. 20:30 |

| Anderlecht                          | 3–1               | Wisła Kraków            |
| ----------------------------------- | ----------------- | ----------------------- |
| Jestrović 13' Lovre 38' Dindane 59' | (2–0) Jegyzőkönyv | Żurawski 77' (11-esből) |

| Constant Vanden Stock Stadium, Brüsszel Játékvezető: Arturo Daudén Ibáñez (spanyol) |

| 2003. augusztus 13. 20:45 |

| Rangers        | 1–1               | FC København |
| -------------- | ----------------- | ------------ |
| Løvenkrands 8' | (1–0) Jegyzőkönyv | Jónsson 50'  |

| Ibrox Stadium, Glasgow Játékvezető: Manuel Mejuto González (spanyol) |

| 2003. augusztus 13. 20:45 |

| Rosenborg | 0–0         | Deportivo La Coruña |
| --------- | ----------- | ------------------- |
|           | Jegyzőkönyv |                     |

| Lerkendal Stadion, Trondheim Játékvezető: Graham Poll (angol) |

| 2003. augusztus 13. 21:00 |

| Lazio                                | 3–1               | Benfica   |
| ------------------------------------ | ----------------- | --------- |
| Corradi 16' Fiore 54' Mihajlović 80' | (1–0) Jegyzőkönyv | Simão 65' |

| Olimpiai Stadion, Róma Játékvezető: Herbert Fandel (német) |

### 2. mérkőzések
| 2003. augusztus 26. 17:00 |

| Sparta Praha            | 2–2               | Vardar                      |
| ----------------------- | ----------------- | --------------------------- |
| Poborský 33' Sionko 85' | (1–1) Jegyzőkönyv | Georgievski 31' Chinedu 66' |

| Letná Stadium, Prága Játékvezető: Stéphane Bré (francia) |

| 2003. augusztus 26. 20:45 |

| Chelsea                              | 3–0               | MŠK Žilina |
| ------------------------------------ | ----------------- | ---------- |
| Johnson 32' Huth 67' Hasselbaink 79' | (1–0) Jegyzőkönyv |            |

| Stamford Bridge, London Játékvezető: Kyros Vassaras (görög) |

| 2003. augusztus 26. 21:00 |

| Wisła Kraków | 0–1               | Anderlecht  |
| ------------ | ----------------- | ----------- |
|              | (0–0) Jegyzőkönyv | Dindane 85' |

| Stadion Miejski, Krakkó Játékvezető: Konrad Plautz (osztrák) |

| 2003. augusztus 26. 21:30 |

| Deportivo La Coruña | 1–0               | Rosenborg |
| ------------------- | ----------------- | --------- |
| Luque 16'           | (1–0) Jegyzőkönyv |           |

| Estadio Riazor, A Coruña Játékvezető: Ľuboš Micheľ (szlovák) |

| 2003. augusztus 27. 18:00 |

| Lokomotyiv Moszkva                          | 3–1               | Sahtar Doneck   |
| ------------------------------------------- | ----------------- | --------------- |
| Ashvetia 28' 45' Ignashevich 85' (11-esből) | (2–0) Jegyzőkönyv | Lewandowski 71' |

| Lokomotiv Stadion, Moszkva Játékvezető: Alain Hamer (luxemburgi) |

| 2003. augusztus 27. 19:30 |

| CSZKA Szofija | 0–3               | Galatasaray SK                      |
| ------------- | ----------------- | ----------------------------------- |
|               | (0–1) Jegyzőkönyv | César Prates 28' Sabri 53' Arif 86' |

| Balgarska Armia Stadium, Szófia Játékvezető: Domenico Messina (olasz) |

| 2003. augusztus 27. 20:05 |

| FC København | 1–2               | Rangers                             |
| ------------ | ----------------- | ----------------------------------- |
| Álvaro 83'   | (0–0) Jegyzőkönyv | Arteta 52' (11-esből) Arveladze 87' |

| Parken Stadion, Koppenhága Játékvezető: Željko Širić (horvát) |

| 2003. augusztus 27. 20:30 |

| Borussia Dortmund                  | 2–1 (h. u.)                 | Club Brugge                |
| ---------------------------------- | --------------------------- | -------------------------- |
| Amoroso 3' Ewerthon 86'            | (1–1, 2–1, 2–1) Jegyzőkönyv | Mendoza 26'                |
| Büntetőpárbaj                      |                             |                            |
| Amoroso Bergdølmo Koller Fernández | 2–4                         | Simons Čeh De Cock Mendoza |

| Westfalenstadion, Dortmund Játékvezető: Mike Riley (angol) |

| 2003. augusztus 27. 20:30 |

| AÉK                                                   | 3–1               | Grasshopper |
| ----------------------------------------------------- | ----------------- | ----------- |
| Katsouranis 20' Liberopoulos 25' Castillo 39' (öngól) | (3–0) Jegyzőkönyv | Nuñez 68'   |

| Apostolos Nikolaidis Stadium, Athén Játékvezető: Lucílio Batista (portugál) |

| 2003. augusztus 27. 20:30 |

| Ajax                                    | 2–1 (h. u.)                 | Grazer AK    |
| --------------------------------------- | --------------------------- | ------------ |
| Ibrahimović 15' Galásek 103' (11-esből) | (1–1, 1–1, 2–1) Jegyzőkönyv | Kollmann 40' |

| Amsterdam Arena, Amszterdam Játékvezető: Valentin Ivanov |

| 2003. augusztus 27. 20:45 |

| Celtic     | 1–0               | MTK Hungária |
| ---------- | ----------------- | ------------ |
| Sutton 14' | (1–0) Jegyzőkönyv |              |

| Celtic Park, Glasgow Játékvezető: Wolfgang Stark (német) |

| 2003. augusztus 27. 20:45 |

| Dinamo Zagreb | 0–2               | Dinamo Kijiv                   |
| ------------- | ----------------- | ------------------------------ |
|               | (0–0) Jegyzőkönyv | Shatskikh 47' Diogo Rincón 70' |

| Maksimir Stadion, Zágráb Játékvezető: Claus Bo Larsen (dán) |

| 2003. augusztus 27. 20:45 |

| Slavia Praha            | 2–0               | Celta Vigo |
| ----------------------- | ----------------- | ---------- |
| Skácel 18' Hrdlička 30' | (2–0) Jegyzőkönyv |            |

| Stadion Evžena Rošického, Prága Játékvezető: Frank De Bleeckere (belga) |

| 2003. augusztus 27. 20:45 |

| Newcastle United                                 | 0–1 (h. u.)                 | Partizan                                          |
| ------------------------------------------------ | --------------------------- | ------------------------------------------------- |
|                                                  | (0–0, 0–1, 0–1) Jegyzőkönyv | Iliev 50'                                         |
| Büntetőpárbaj                                    |                             |                                                   |
| Shearer Dyer Woodgate Amoebi LuaLua Jenas Hughes | 3–4                         | Malbaša Nadj Stojanoski Čakar Iliev Ilić Ćirković |

| St James' Park, Newcastle upon Tyne Játékvezető: Anders Frisk (svéd) |

| 2003. augusztus 27. 20:50 |

| Olympique de Marseille | 0–0         | Austria Wien |
| ---------------------- | ----------- | ------------ |
|                        | Jegyzőkönyv |              |

| Stade Vélodrome, Marseille Játékvezető: Anders Frisk (svéd) |

| 2003. augusztus 27. 22:00 |

| Benfica | 0–1               | Lazio     |
| ------- | ----------------- | --------- |
|         | (0–1) Jegyzőkönyv | César 28' |

| Estádio do Bessa, Porto Játékvezető: Urs Meier (svájci) |